# 海上自衛隊第1航空隊
第1航空隊（だいいちこうくうたい、JMSDF 1st Squadron）是日本海上自衛隊航空集團第1航空群隷下的固定翼反潛機航空部隊，驻扎在鹿屋航空基地。

## 概要
其前身为1953年（昭和28年）12月1日组建「鹿屋航空隊」隷下的「第1飛行隊」。之后1961年（昭和36年）9月1日随着发展为「航空集团」，「鹿屋航空隊」改称为「第1航空群」，同時「第1飛行隊」改称为「第1航空隊」。2008年（平成20年）3月26日，随着海上自衛隊部隊重组，作为新生的「第1航空隊」被再编成并持续至今。

## 沿革
- 1964年（昭和39年）9月1日 - 第1航空隊新編（从第1飛行隊改称）。
- 2008年（平成20年）3月26日 - 再編，与第1航空群隷下第7航空隊整合。
- 2010年（平成22年）6月2日 - 为了应对索马里海盗，作为第4次派遣反海賊行動航空隊（日语：ソマリア沖海賊対策部隊派遣），将2架P-3C哨戒機派遣至吉布提。

## 歴代運用機
- P-2V-7（1961年～1971年）
- P-2J（1971年～1989年）
- P-3C（1989年～ ）